# Perr Schuurs
Perr Schuurs (* 26. November 1999 in Nieuwstadt) ist ein niederländischer Fußballspieler, der seit Januar 2022 beim italienischen Erstligisten FC Turin unter Vertrag steht. Der Innenverteidiger war auch niederländischer U21-Nationalspieler.

## Karriere

### Verein
Schuurs stammt aus der Jugendarbeit Fortuna Sittards und wurde zur Saison 2016/17 in die erste Mannschaft des Zweitligisten befördert. Sein Debüt gab er am 14. Oktober 2016 im Alter von 16 Jahren, 10 Monaten und 18 Tagen beim 2:0-Heimsieg gegen die VVV-Venlo. Danach stieß er in die Startformation der Fortuna vor und erzielte am 6. Februar 2017 beim 5:2-Heimsieg gegen Jong Ajax sein erstes Ligator. In seiner ersten Spielzeit erzielte er in 24 Ligaspielen zwei Tore und bereitete zwei weitere Treffer vor. In der folgenden Saison 2017/18 wurde er trotz seines jungen Alters zum Kapitän der Mannschaft ernannt und wurde zum unumstrittenen Stammspieler in der Innenverteidigung. Am 8. Dezember 2017 (17. Spieltag) traf er beim 6:0-Heimsieg gegen den RKC Waalwijk doppelt. Seine starken Leistungen für seinen Verein machten in der Folge höherklassigere Vereine auf ihn aufmerksam.
Im Januar 2018 verpflichtete der Ehrendivisionär Ajax Amsterdam Schuurs für eine Ablösesumme in Höhe von 2 Millionen Euro, wo er einen 4-1/2-Jahres-Vertrag unterzeichnete. Er kehrte aber umgehend für die verbleibende Spielzeit leihweise zu Fortuna Sittard zurück. In 33 Ligaeinsätzen erzielte er acht Tore und bereitete vier weitere Treffer vor. Mit seinen Leistungen trug er wesentlich zum Aufstieg der Fortuna bei.
Schuurs verblieb jedoch in der zweithöchsten niederländischen Spielklasse, da er in der nächsten Spielzeit 2018/19 bei der Reservemannschaft von Ajax, Jong Ajax spielte. Dort kam er in 29 Ligaspielen zum Einsatz, in denen er viermal traf. Während der Saison wurde er mehrere Male in die erste Mannschaft hochgezogen und stand 14-mal im Spieltagskader von Ajax. Sein erstes Pflichtspiel bestritt er am 26. September 2018 beim 7:0-Auswärtssieg im KNVB-Pokal 2018/19 gegen den Amateurverein HVV Te Werve, bei dem er auch treffen konnte. Am 7. Oktober (8. Spieltag) gab er sein Ligadebüt, als er beim 5:0-Heimsieg gegen AZ Alkmaar in der Schlussphase für Maximilian Wöber eingewechselt wurde. In dieser Spielzeit bestritt er neben den Einsätzen für Jong Ajax wettbewerbsübergreifend vier Einsätze für die erste Mannschaft.
Am 14. September 2019 (6. Spieltag) traf er beim 4:1-Heimsieg gegen den SC Heerenveen erstmals für die erste Mannschaft. Diese Saison 2019/20 verbrachte Schuurs stets in der ersten Mannschaft und pendelte zwischen Startformation und Reservebank. Insgesamt bestritt er 10 Ligaspiele, in denen ihm ein Tor gelang. In der nächsten Spielzeit 2020/21 etablierte er sich endgültig in der Startelf.
Im Sommer 2022 wurde bekannt, dass Schuurs zum FC Turin wechselt.

### Nationalmannschaft
Von August 2017 bis März 2018 bestritt Perr Schuurs sieben Spiele für die niederländische U-19-Nationalmannschaft. Im September 2018 spielte er zweimal für die U20. Seit Oktober 2018 ist er für die U21 im Einsatz. Am 19. August 2020 wurde Perr Schuurs erstmals für die niederländische A-Nationalmannschaft nominiert, als er für den vorläufigen Kader für die Gruppenspiele in der UEFA Nations League 2020/21 gegen Polen und Italien berufen wurde und er schaffte es auch in den endgültigen Kader.

## Privates
Perr Schuurs ist der Sohn des ehemaligen Handballspielers und aktuellen Rekordnationalspielers Lambert. Seine ältere Schwester Demi ist Tennisspielerin.

## Erfolge
Fortuna Sittard
- Aufstieg in die Eredivisie: 2017/18

Ajax Amsterdam
- Niederländischer Meister: 2018/19 2020/21 2021/22
- Niederländischer Pokalsieger: 2019, 2021